# 인지중학교 (부산)
인지중학교(仁智中學校)는 대한민국 부산광역시 해운대구 반여동에 있는 공립 중학교이다.

## 학교 연혁
- 2003년 1월 1일 : 인지중학교 설립인가(12학급) 조례공포
- 2003년 3월 1일 : 초대 권명석 교장 취임
- 2003년 3월 5일 : 개교 및 제1회 입학식(신입생 12학급 313명)
- 2006년 2월 21일 : 제1회 졸업식(12학급 393명)
- 2011년 8월 1일 : 선진형 교과교실제 학교로 선정
- 2016년 3월 1일 : 소프트웨어 선도학교 선정
- 2018년 9월 19일 : 내담마루(별별공간) 개관식
- 2023년 2월 8일 : 제18회 졸업식(8학급 204명) 총 5,566명 졸업
- 2024년 3월 2일 : 제10대 김미둘 교장 취임
- 2024년 3월 4일 : 제22회 입학식(8학급 213명)

## 참고 자료
- 인지중학교 - 한국교육학술정보원 학교알리미